# بلوک ۱۱
بلوک ۱۱(به انگلیسی: Block 11) نام یک ساختمان آجری در اردوگاه آشویتس بوده است.کاربرد این بلوک عمدتاً برای مجازات زندانیان از طریق شکنجه بوده است.در میان بلوک دهم و یازدهم دیوار مرگ (بازسازی شده پس از جنگ) قرار دارد،در این محل  هزاران نفر از زندانیان برای جوخه اعدام به صف شدند.بلوک شامل اتاق های شکنجه ویژه بوده است که برای مجازات زندانیان در نظر گرفته بودند.این اتاق های شکنجه عمدتاً دو نوع بودند:

۱-فرد زندانی در اتاقی بدون هیچ نوری به مدت چندین روز حبس می شد.۲-فرد زندانی مجبور بود به مدت ۲۰ شب در یکی از ۴ اتاق موجود به دلیل کمبود شدید فضا ایستاده در کنار ۴ زندانی دیگر بماند، (اتاقی به ابعاد یک در یک متر مربع و یک سوراخ ۵*۵ سانتی متری جهت تنفس) این زندانیان مجبور بودند در طول روز نیز کار اجباری انجام دهند.